# 張育陞
張育陞（Chang Yu-sheng，2000年3月30日—），為一名臺灣男子排球運動員，位置為副攻手。於2019年入選中華台北男子排球代表隊，目前效力的俱樂部為日本排球聯賽一級球隊VOREAS北海道。

## 排球生涯
張育陞高中時就讀臺中市立豐原商業高級中等學校，並加入該校之排球隊。在106學年度的高中排球聯賽的冠軍賽中，第五局一人獨攬6分的表現成為隊伍邁向勝利的關鍵。最終奪得勝利，並達成豐原高商「五連霸」的紀錄。張育陞個人則獲頒賽事的最有價值球員(MVP)及最佳副攻手等獎項。
高中畢業後，張育陞加盟企業排球聯賽球隊屏東台電男子排球隊，入隊後逐漸適應職業隊伍的訓練，也提升了自己的能力。2019年，張育陞選擇旅外發展，加盟日本排球聯賽二級球隊VOREAS北海道。2020/2021賽季，隊伍拿下二級聯賽的亞軍，張育陞則斬獲敢鬥獎及最佳發球獎等個人獎項，隊伍同時獲得升級挑戰賽的參賽資格，但最終落敗因此未能升級為一級隊伍，但張育陞決定與球隊續約，冀望在下個賽季能夠成功升級。
2021/2022賽季，張育陞憑藉其優異表現幫助隊伍奪得首座二級聯賽冠軍，並獲得最高榮譽選手獎、得分王、最佳發球獎等個人獎項。2022/2023賽季，球隊達成二級聯賽的二連霸，張育陞也蟬連最高榮譽選手獎、得分王、最佳發球獎以及獲得最佳扣球獎等個人獎項，並三度參與升級挑戰賽，終於在本次挑戰賽擊敗對手大分三好白鷲，成功晉級為一級聯賽隊伍。確定升級後，張育陞決定與球隊續約，幫助球隊在一級聯賽的賽事中取得勝利。
2024年3月，仍在旅日的張育陞於個人社群軟體上宣布回臺代表國立彰化師範大學（以下稱彰師大）參加大專排球聯賽的決賽。彰師大自決賽六強開始後，一路過關斬將挺進冠軍賽，再度對上三年前冠軍賽的對手國立臺北教育大學。張育陞個人在冠軍賽中獨得30分，並在與隊友的配合下替彰師大奪得隊史首冠，而他在決賽的個人總得分共進帳111分。

## 體育成就

### 大學
- 2024年：112學年度大專排球聯賽 –  冠軍

### 俱樂部
- 2019/2020  日本排球聯賽二級聯賽 – VOREAS北海道
- 2020/2021  日本排球聯賽二級聯賽 – VOREAS北海道[4]
- 2021/2022  日本排球聯賽二級聯賽 – VOREAS北海道[5]
- 2022/2023  日本排球聯賽二級聯賽 – VOREAS北海道[6]

### 個人榮譽
- 2016年：高中排球聯賽 - 最佳中間手
- 2017年：高中排球聯賽 - 最佳中間手
- 2018年：高中排球聯賽 - 最有價值球員、最佳副攻手[1]
- 2019年：亞洲U23男子排球錦標賽 - 最佳副攻手
- 2021年：日本排球聯賽二級聯賽 - 敢鬥獎、最佳發球獎[4]
- 2022年：日本排球聯賽二級聯賽 - 最高榮譽選手獎、得分王、最佳發球獎[5]
- 2023年：日本排球聯賽二級聯賽 - 最高榮譽選手獎、得分王、最佳扣球獎、最佳發球獎[6]

## 所屬球隊
- 臺中市立豐原商業高級中等學校排球隊
- 屏東台電男子排球隊
- VOREAS北海道